# Powiat Neumarkt
Powiat Neumarkt (niem. Landkreis Neumarkt, pol. powiat średzki) – prusko-niemiecka jednostka podziału administracyjnego, istniejąca w latach 1816–1945, wchodząca w skład prowincji śląskiej (do 1919 r.), a następnie prowincji dolnośląskiej.

## Historia
Landkreis Neumarkt powstał 1 maja 1816 r. Wchodził w skład rejencji wrocławskiej.
1 stycznia 1818 r. w wyniku korekty administracyjnej dokonano zmiany granic powiatu poprzez:
- przyłączenie do niego 5 wsi z powiatu legnickiego oraz 6 z powiatu strzegomskiego,
- odłączenie 3 wsi do powiatu strzegomskiego,

1 października 1932 r. po likwidacji powiatu strzegomskiego, włączono część jego gmin do powiatu średzkiego. Jednocześnie dokonano zmiany granic tej jednostki administracyjnej poprzez odłączenie kilkunastu wsi do sąsiednich powiatów: wrocławskiego i świdnickiego.
Powiat średzki został zajęty w maju 1945 r.  przez oddziały Armii Czerwonej. Kilkanaście dni później zaczęła działać polska administracja. Utworzono powiat średzki, który swoim obszarem pokrywał się z przedwojennym powiatem Neumarkt.

## Landraci[2]
- 1853–1884  Philipp A. F. M. von Knebel-Doeberitz
- 1885–1917  Leopold H. F. von Tettenborn
- 1917–1920  Richard H. K. Graf zu Limburg-Stirum
- 1920–1921  August Winter
- 1921–1933  dr Walter Hüttenbein
- 1933–1935  Willy Otto
- 1936–1942  Georg von Schellwitz
- 1942–1943  Günther Bier
- 1943–1944  Karl Williger
- 1944–1945  Konrad Büchs

## Ludność (1885–1939)
- 1885 r. – 57.678
- 1890 r. – 55.829, z czego ewangelicy: 30.514,   katolicy: 25.132,  wyznanie mojżeszowe: 107
- 1900 r. – 55.362, z czego ewangelicy: 30.385,   katolicy: 24.803
- 1910 r. – 57.155, z czego ewangelicy: 31.664,   katolicy: 25.162
- 1925 r. – 59.277, z czego ewangelicy: 35.174,   katolicy: 23.715,  wyznanie mojżeszowe: 129,   inni chrześcijanie: 66
- 1933 r. – 56.737, z czego ewangelicy: 34.528,   katolicy: 21.936,  wyznanie mojżeszowe:  55,   inni chrześcijanie:  4
- 1939 r. – 56.542, z czego ewangelicy: 34.104,   katolicy: 21.684,  wyznanie mojżeszowe:  18,   inni chrześcijanie: 42

## Podział administracyjny
1 stycznia 1945 powiat dzielił się na:
- 1  miasto: Neumarkt in Schlesien
- 114 gminy